# Amoris laetitia
Amoris laetitia („die Freude der Liebe“) über die Liebe in der Familie ist ein nach seinem Incipit benanntes nachsynodales Schreiben von Papst Franziskus. Es wurde am Fest des heiligen Josef des Jahres 2016, dem 19. März, unterzeichnet und von der römischen Kurie am 8. April vorgestellt. Das Schreiben bezieht sich auf die Beratungen und Ergebnisse der ordentlichen Bischofssynode zu den pastoralen Herausforderungen der Familie im Kontext der Evangelisierung. Die Bischofssynode hatte dem Papst im Oktober 2015 nach zweijähriger Arbeitszeit den Abschlussbericht (Relatio finalis) übergeben.
Amoris laetitia wurde vom Generalsekretär der Bischofssynode Lorenzo Kardinal Baldisseri, einem italienischen Ehepaar und Christoph Kardinal Schönborn vorgestellt. Die apostolische Exhortation wurde ins Englische, Französische, Italienische, Deutsche, Polnische, Spanische, Portugiesische und Arabische übersetzt. Das Zweite Vatikanische Konzil hatte 1965 die Bischofssynode als Gremium in der römisch-katholischen Kirche eingerichtet, das 1967 erstmals zusammentrat. Seit 1974 wurde es üblich, dass einige Zeit nach dem Ende einer Bischofssynode der Papst in einem nachsynodalen Schreiben zu den Beratungsergebnissen Stellung nahm.

## Kernpunkte
Das rund 300 Seiten umfassende nachsynodale apostolische Schreiben ist an die Bischöfe, Priester, Diakone, Personen geweihten Lebens, die christlichen Eheleute und an die christgläubigen Laien gerichtet. Es umfasst 325 Paragraphen in neun Kapiteln und endet mit einem Gebet zur Heiligen Familie.
Der Papst fasst in seinem Schreiben die Ergebnisse der beiden Bischofssynoden von 2014 und 2015 zusammen. Das Schreiben macht richtungsweisende Aussagen zum Stellenwert von Liebe, Ehe und Familie. Partnerschaftliche Liebe wird verstanden als „Freundschaft, welche die der Leidenschaft eigenen Merkmale einschließt“, Sexualität wird als „zwischenmenschliche Sprache, bei der der andere ernst genommen wird in seinem heiligen und unantastbaren Wert“ gesehen und wertgeschätzt. Amoris laetitia enthält Aussagen zum Umgang mit wiederverheirateten Geschiedenen, zur Sexualmoral und zum Umgang mit Homosexualität.
Papst Franziskus will nach seinem verbindlichen Lehrschreiben mehr Barmherzigkeit in der Anwendung der kirchlichen Morallehre zulassen, hält aber grundsätzlich an den geltenden Normen zu Ehe und Familie fest. Er mahnt „eine realistischere Sicht“ an und erklärt, dass „nicht alle doktrinellen, moralischen oder pastoralen Diskussionen durch ein lehramtliches Eingreifen entschieden werden“ müssten. Als wertvolle Voraussetzung für ein echtes Wachstum der Liebe hebt er den Wert der Keuschheit hervor. Darüber hinaus wünscht er eine bessere Vorbereitung junger Paare auf die Ehe. Der Papst wendet sich ausdrücklich gegen übereilte Eheschließungen, die allein dem Ziel dienten, Geschlechtsverkehr zu ermöglichen, und unterstreicht den Wert körperlicher Liebe in der Ehe, die Bedeutung von Leidenschaft und Zärtlichkeit. Seine ausnehmend positive Würdigung der menschlichen Sexualität und der Erotik unterstreicht der Papst: „Wir dürfen also die erotische Dimension der Liebe keineswegs als ein geduldetes Übel oder als eine Last verstehen, die zum Wohl der Familie toleriert werden muss, sondern müssen sie als Geschenk Gottes betrachten, das die Begegnung der Eheleute verschönert.“ (Nr. 152) Die künstliche Befruchtung verurteilt er als Akt der Manipulation des Lebens, denn die Zeugung eines Menschen könne nicht unabhängig von der sexuellen Beziehung zwischen Mann und Frau gesehen werden.
In der Frage der Ehenichtigkeit und den daraus entstehenden Folgen räumt der Papst den Ortskirchen und Bischöfen mehr Eigenständigkeit ein und gesteht ihnen eine größere Spannweite der Auslegung und der Anwendung der kirchlichen Lehre zu, wiederum unter dem Aspekt der Barmherzigkeit. Die Gleichstellung gleichgeschlechtlicher Partnerschaften mit der Ehe lehnt er ab, weil es keinerlei Fundament dafür gebe, „zwischen den homosexuellen Lebensgemeinschaften und dem Plan Gottes über Ehe und Familie Analogien herzustellen“ (Nr. 251). Er bekräftigt hingegen, dass jeder Mensch, unabhängig von seiner sexuellen Orientierung, in seiner Würde geachtet und mit Respekt aufgenommen werden solle.
Die Würde der Frau ist ihm ein weiteres großes Anliegen; so maßregelt er die Diskriminierung und Gewalt gegen Frauen. Dazu zählt er auch die Benachteiligung in der Arbeitswelt und die vernachlässigte Gleichberechtigung von Mann und Frau. Wenn „Formen des Feminismus aufkommen, die wir nicht als angemessen betrachten können, bewundern wir gleichwohl in der deutlicheren Anerkennung der Würde der Frau und ihrer Rechte ein Werk des Heiligen Geistes.“ (Nr. 54)

## Gliederung und Inhalt

### Einleitung: Die Freude der Liebe (1–7)
Nach dem einleitenden Satz ist nach den vatikanischen Gepflogenheiten der ganze Text benannt: „Die Freude der Liebe, die in den Familien gelebt wird, ist auch die Freude der Kirche.“ Die Diktion erinnert an den Beginn der Pastoralkonstitution des Zweiten Vatikanischen Konzils Gaudium et spes: „Freude und Hoffnung, Trauer und Angst der Menschen von heute, besonders der Armen und Bedrängten aller Art, sind auch Freude und Hoffnung, Trauer und Angst der Jünger Christi.“ Der Papst erinnert an den zweijährigen synodalen Weg, der zu dem Text geführt habe; er stellt das Schreiben in den Kontext des Heiligen Jahres der Barmherzigkeit und rät dazu, es nicht hastig ganz durchzulesen.

### Erstes Kapitel: Im Licht des Wortes (8–30)
Der Papst gibt „eine von der Heiligen Schrift inspirierte Eröffnung“ als „angemessene Einstimmung“ (Nr. 6). An zahlreichen Beispielen aus dem Alten und Neuen Testament stellt er die Bedeutung der Ehe und der Familie dar, die häufig von biblischen Schriftstellern in ihrer Zärtlichkeit als Bildnis für die Liebe Gottes, des Schöpfers, zur Welt und zu den Menschen gewählt wurde (Nr. 28). Er beginnt mit der Darstellung des menschlichen Paares in seiner grundlegenden Wirklichkeit im Paradies (Gen 1,26-28  und 2,21-24 ), macht den Stellenwert der Kinder in der jüdischen und christlichen Gesellschaft deutlich („Wenn die Eltern wie die Fundamente des Hauses sind, dann sind die Kinder gleichsam die ‚lebendigen Steine‘ der Familie (vgl. 1 Petr 2,5 “) und erinnert daran, dass Jesus als Maßstab für die Verhältnisse im Himmel das Kind betrachtete (Mt 18,3-4 ) (Nr. 9–18). Dabei spart er Leid und Unrecht nicht aus, das Familien erleiden müssen, harte Arbeit und Zerstörung der Umwelt (Nr. 23–26).
Insgesamt wird für Papst Franziskus in der Familie „das Wort Gottes den Händen des Mannes, der Frau und der Kinder anvertraut, damit sie eine Gemeinschaft von Menschen bilden, die ein Abbild der Einheit zwischen dem Vater, dem Sohn und dem Heiligen Geist ist. Die Tätigkeit von Zeugung und Erziehung ist ihrerseits ein Widerschein des Schöpfungswerkes des Vaters“ (Nr. 29).

### Zweites Kapitel: Die Wirklichkeit und die Herausforderungen der Familie (31–57)
Die aktuelle Situation von Familien in ihren unterschiedlichen Facetten betrachtet der Papst ausdrücklich, „um ‚Bodenhaftung‘ zu bewahren“ (Nr. 6), denn das Wohl der Familien sei „entscheidend für die Zukunft der Welt und der Kirche“ (Nr. 31). Er stellt sich der Komplexität von Familiensituationen angesichts des wahrzunehmenden anthropologisch-kulturellen Wandels in allen Bereichen der Lebenswirklichkeit und benennt ein höheres Maß an Verantwortlichkeit, den höheren Stellenwert der Kommunikation in Ehe und Familie, aber auch wachsende Gefahren infolge des „ausufernden Individualismus“; Familie werde so zu „einem zeitweiligen Aufenthaltsort“, zu dem man komme, wenn man es für nützlich halte, oder wohin man sich begebe, um Rechte einzufordern, während die Bindungen der flüchtigen Unbeständigkeit der Wünsche und der Umstände überlassen blieben. (Nr. 32–34) Er schließt eine selbstkritische Reflexion an: die Kirche habe zu diesen Entwicklungen zum Teil beigetragen, etwa durch „Beharren auf doktrinellen, bioethischen und moralischen Fragen“ oder eine nahezu ausschließliche Betonung der Funktion der Fortpflanzung für die Ehe (Nr. 36 f.). Der Papst räumt ein, dass in der Vergangenheit die Vermittlung der christlichen Überzeugungen und die Art der Kirche, die Menschen zu behandeln, zuweilen dazu beigetragen hätten, „das zu provozieren, was wir heute beklagen“. In diesem Zusammenhang spricht der Papst von einer „übertriebenen Idealisierung“, die die Ehe nicht erstrebenswerter und attraktiver gemacht, sondern das völlige Gegenteil bewirkt habe (Nr. 36).
Franziskus bedauert eine geburtenfeindliche Mentalität in vielen Teilen der Welt, verweist aber auch auf „das rechtschaffene Gewissen der Eheleute“, das sie zu der Entscheidung führen könne, die Kinderzahl begründet zu begrenzen; wegen der Gewissensfreiheit der Ehepaare seien jedoch staatliche Zwangseingriffe zugunsten von Verhütung, Sterilisation oder gar Abtreibung entschieden zurückzuweisen (Nr. 42). Belastende Faktoren für Familien seien Armut, Wohnungsnot, Migration, Krankheit und Behinderung oder Trennung der Partner, Drogenabhängigkeit und Polygamie, schließlich auch sexueller Missbrauch von Kindern (Nr. 45). Kirche und Gesellschaft müssten diese Situationen mit Aufmerksamkeit und Solidarität wahrnehmen und Ursachen wie Folgen verantwortlich bekämpfen und überwinden (Nr. 43–53). Papst Franziskus betont, dass Gewalt gegen Frauen – einschließlich der Genitalverstümmelung – und Misshandlung in den Familien „nicht etwa ein Beweis der männlichen Kraft sind, sondern ein feiger Verlust an Würde“. Zu Formen der Gewalt gegen Frauen rechnet er auch Ungleichheit im Zugang zu Arbeitsplätzen und Entscheidungspositionen, Leihmutterschaft sowie die „Instrumentalisierung und Kommerzialisierung des weiblichen Körpers in der gegenwärtigen Medienkultur“ (Nr. 54).
Am Schluss des Kapitels kritisiert Papst Franziskus entschieden Formen einer Gender-Ideologie, die den Unterschied und das natürliche Aufeinander-verwiesen-Sein von Mann und Frau leugne. Er sieht darin die Gefahr, dass die anthropologische Grundlage der Familie ausgehöhlt werden könne (Nr. 56).

### Drittes Kapitel: Auf Jesus schauen – die Berufung der Familie (58–88)
Im dritten Kapitel gibt Papst Franziskus eine Zusammenfassung der Lehre der Kirche über Ehe und Familie im Licht des Glaubens und auf dem Hintergrund der Bibel. Er verweist auf die positive Bewertung der Ehe im Neuen Testament als Geschenk Gottes, das die Sexualität einbeziehe (Nr. 61).
Die Unauflöslichkeit der Ehe sieht er nicht als „Joch“, sondern „als ein Geschenk für die in der Ehe vereinten Menschen“, durch das Gottes Entgegenkommen den Weg der Menschen immer begleite. (Nr. 62). Die Inkarnation Gottes in eine Familie von Menschen hinein erschüttere geradezu mit ihrer Neuheit die Geschichte der Welt (Nr. 63).
Nach einem Rückblick auf Aussagen des Zweiten Vatikanischen Konzils und seiner Vorgänger zur Theologie der Ehe (Nr. 67–70) stellt der Papst die Ehe als sakramentales Zeichen der Liebe Gottes für die Kirche dar. Er stellt das Sakrament der Ehe in einen heilsgeschichtlichen Zusammenhang. Das gesamte Leben der Ehegatten inklusive der Sexualität, ihr Beziehungsnetz untereinander, mit ihren Kindern und der Welt sei „geprägt und gestärkt durch die Gnade des Sakramentes, das aus dem Geheimnis der Menschwerdung Gottes und aus dem Pascha-Mysterium entspringt, in dem Gott seine ganze Liebe zur Menschheit zum Ausdruck brachte.“ (Nr. 73 f.) Aber auch in den Eheformen anderer religiöser Traditionen sieht Papst Franziskus wertvolle Elemente; wenn „eine Verbindung durch ein öffentliches Band offenkundig Stabilität erlangt und von tiefer Zuneigung, Verantwortung gegenüber den Kindern, von der Fähigkeit, Prüfungen zu bestehen, geprägt ist“, könne dies als Chance gesehen werden, sie zum Ehesakrament zu begleiten, und die Komplexität verschiedener Situationen müsse berücksichtigt werden (Nr. 77–79).
Die Ehe ist zunächst ein Gut für die Ehepartner selber, aber sie weise nach den Worten des Papstes darüber hinaus auf die Weitergabe des Lebens und auf die Gemeinschaft der gesamten Kirche, die durch die Familien als „Hauskirchen“ ständig bereichert werde (Nr. 80–88).

### Viertes Kapitel: Die Liebe in der Ehe (89–164)
Ausgehend vom Hymnus über die Liebe des Apostels Paulus in 1 Kor 13,4–7 , entwickelt Papst Franziskus Kennzeichen der Liebe der Eheleute untereinander und zu ihren Kindern: „Langmut“ bedeute nicht, sich ständig schlecht behandeln zu lassen, sondern anzuerkennen, „dass der andere genauso ein Recht hat, auf dieser Erde zu leben, gemeinsam mit mir und so wie er ist“ (Nr. 91 f.); eine „Haltung dienstbereiter Güte“ bringe zum Ausdruck, dass Liebe nicht nur ein Gefühl sei, sondern bedeute, Gutes zu tun (Nr. 93 f.) Zur Liebe gehöre anstelle von Eifersucht, Neid und Prahlerei eine liebenswürdige Freundlichkeit (Nr. 94–100). Vom Verhältnis einer notwendigen Eigenliebe und der Selbsthingabe an andere handeln die Absätze 101 und 102. Weitere Aspekte sind (Nr. 103–117) der Verzicht auf gewalttätige Gesinnung, Vergebungsbereitschaft, Freude aneinander und miteinander, gegenseitiges Vertrauen und „eine dynamische und ständige Widerstandsfähigkeit“ (Nr. 118).
Ausführlich legt der Papst dar, dass die Liebe, „geheiligt, bereichert und erleuchtet durch die Gnade des Ehesakramentes“, die Zärtlichkeit der Freundschaft und die erotische Leidenschaft umfasse und fähig sei, weiterzubestehen, wenn Gefühle und Leidenschaft schwächer werden (Nr. 120). Die Liebe zum anderen schließe „dieses Gefallen daran ein, das Schöne und Unantastbare seines persönlichen Wesens zu betrachten, das jenseits meiner Bedürfnisse existiert“, und dauere fort auch in Krankheit und Alter (Nr. 127 f.). Liebe wachse und reife; eine „bevorzugte und unerlässliche Form, die Liebe im Ehe- und Familienleben zu leben, auszudrücken und reifen zu lassen“, sei der Dialog (Nr. 133–141).
Es ist für Papst Franziskus selbstverständlich, dass Erotik und Leidenschaften, Begierden, Gefühle und Emotionen einen wichtigen Platz in der Ehe einnehmen (Nr. 143). Erziehung des Gefühlslebens und der Triebe sowie, notwendige Grenzen zu setzen, bedeute nicht, „das Begehren zu besiegen“, denn Gott liebe das frohe Genießen des Menschen: er habe alles erschaffen, damit wir es genießen (1 Tim 6,17 ; Nr. 147–149). Die erotische Dimension der Liebe könne als Geschenk Gottes betrachtet werden, um die Begegnung der Eheleute zu verschönern (Nr. 151). Zur Vollständigkeit gehöre aber auch der Hinweis auf Gewalt und Perversion im Zusammenhang mit der Sexualität; auch innerhalb der Ehe könne Sexualität zu einer „Quelle des Leidens und der Manipulation“ werden: „Es ist wichtig, in der Zurückweisung jeglicher Form von sexueller Unterwerfung eindeutig zu sein.“ (Nr. 153–157)
Den Abschluss des Kapitels über die Ehe bildet der Hinweis auf jungfräuliche Lebensformen: Jungfräulichkeit sei eine Form des Liebens, die zeichenhaft an „die vorrangige Bedeutsamkeit des Gottesreiches“ erinnere. „Die Jungfräulichkeit hat den symbolischen Wert einer Liebe, die es nicht nötig hat, den anderen zu besitzen, und spiegelt so die Freiheit des Himmelreiches wider.“ (Nr. 159 und 161). Durch die Wertschätzung der Jungfräulichkeit werde der Wert der ehelichen Liebe keineswegs herabgesetzt. Der Zölibat könne zur „bequemen Einsamkeit“ verkehrt werden, „welche die Freiheit gewährt, sich selbstbestimmt zu bewegen“. Verheiratete könnten für Zölibatäre „ein deutliches Zeichen der großherzigen und unerschütterlichen Treue Gottes zu seinem Bund“ werden, wenn sie einander treu blieben, auch wenn die Attraktivität des Partners geschwunden sei; wenn sie einander in Tagen der Krankheit pflegten oder den Undank ihrer Kinder aushalten müssten (Nr. 160–162).
Eindrücklich schildert der Papst den Wandel der Liebe im Alter. Dass eine Ehe fünf oder sechs Jahrzehnte dauere, sei früher ungewöhnlich gewesen, aber durch die Verlängerung des Lebens heute häufiger. „Wir können einander nicht versprechen, das ganze Leben hindurch die gleichen Gefühle zu haben. Stattdessen können wir aber sehr wohl ein festes gemeinsames Vorhaben teilen, uns verpflichten, einander zu lieben und vereint zu leben, bis der Tod uns scheidet, und immer in reicher Vertrautheit leben.“ (Nr. 163 f.)

### Fünftes Kapitel: Die Liebe, die fruchtbar wird (165–198)
An den Beginn des Kapitels über Elternschaft stellt Papst Franziskus ein Zitat Papst Johannes Pauls II.: „Während sich die Eheleute einander schenken, schenken sie über sich selbst hinaus die Wirklichkeit des Kindes: lebender Widerschein ihrer Liebe, bleibendes Zeichen ihrer ehelichen Gemeinschaft, lebendige und unauflösliche Einheit ihres Vater- und Mutterseins“. Er befasst sich dann ausführlich mit Schwangerschaft und Elternschaft (Nr. 166–177), geht auf Adoption bei ungewollter Kinderlosigkeit (Nr. 178–180) sowie die Situation armer Familien ein (Nr. 185 f.). Den Schluss bilden Aussagen zu den Themenbereichen „Söhne und Töchter sein“ (Nr. 188–190), „Die alten Menschen“ (Nr. 191–193), „Geschwister sein“ (Nr. 194 f.) und zur „erweiterten Familie“, bestehend aus Eltern und Kindern, Brüdern und Schwestern, Verwandten und Hausgenossen, Schwiegereltern und Verwandten der Ehepartner (Nr. 196–198).

### Sechstes Kapitel: Einige pastorale Perspektiven (199–258)
Der Papst zeichnet einige pastorale Wege vor, „die uns Orientierung geben sollen, um stabile und fruchtbare Familien nach Gottes Plan aufzubauen“ (Nr. 6). Familien werden nicht als Empfänger von Pastoral gesehen, sondern sie seien „durch die Gnade des Ehesakraments die hauptsächlichen Subjekte der Familienpastoral“ (Nr. 200). Wichtig ist hier die Pfarrgemeinde als „Familie von Familien“ (Nr. 202). Instrumente zur Stärkung der Familie sind die familienpädagogische Ausbildung von Seelsorgern und eine angemessene Ehevorbereitung, in der christliche Gemeinden „erkennen, dass es ihnen selbst gut tut, den Weg der Liebe der Verlobten zu begleiten“ (Nr. 207).
Auch nach der Eheschließung ist die Begleitung der Paare aufmerksam wahrzunehmen und zu pflegen (Nr. 217–231). Krisen aller Art sind für den Papst in den verschiedenen Phasen einer Beziehung im Lebenslauf Teil der „dramatischen Schönheit“ der Ehe. „Wenn man die Ehe als eine Aufgabe annimmt, die auch bedeutet, Hindernisse zu überwinden, wird jede Krise als eine Gelegenheit erkannt, dahin zu gelangen, gemeinsam den besseren Wein zu trinken.“ Dabei brauchten Paare aber Solidarität und Begleitung (Nr. 232), besonders nach Brüchen und Scheidungen (Nr. 241–246). Als besondere „komplexe Situationen“ geht er auf die Situation konfessions- und religionsverschiedener Ehen ein (Nr. 247–249), ferner auf Familien mit nur einem Elternteil (Nr. 252) und schließlich besonders auf „durch einen Tod verletzte“ Familien (Nr. 253–258).
In den Absätzen 250 und 251 bekräftigt Papst Franziskus, dass „jeder Mensch, unabhängig von seiner sexuellen Orientierung, in seiner Würde geachtet und mit Respekt aufgenommen werden soll und sorgsam zu vermeiden ist, ihn in irgendeiner Weise ungerecht zurückzusetzen oder ihm gar mit Aggression und Gewalt zu begegnen“; es sei aber nicht möglich, „Verbindungen zwischen homosexuellen Personen der Ehe gleichzustellen“. Bestrebungen internationaler Organisationen, „die Finanzhilfen für arme Länder von einer Einführung der ‚Ehe‘ unter Personen des gleichen Geschlechts in ihrer Gesetzgebung abhängig“ machen, werden als unannehmbar zurückgewiesen.

### Siebentes Kapitel: Die Erziehung der Kinder stärken (259–290)
In der Familie als „Ort des Schutzes, der Begleitung, der Führung“, als „erste Schule der menschlichen Werte, wo man den rechten Gebrauch der Freiheit lernt“, sollen die Eltern den Kindern Orientierung und Schutz geben, jedoch ohne übertriebene Sorge und Kontrolle. Es gehe mehr darum, Prozesse auszulösen, als „Räume zu beherrschen“ (Nr. 260 f., Nr. 274). Papst Franziskus hatte dieses Prinzip bereits 2015 in seiner Enzyklika Laudato si’ auf gesellschaftliche und politische Prozesse angewendet. Als Felder der Erziehung geht er auf die ethische Erziehung der Kinder (Nr. 263–267), die Sexualerziehung (Nr. 280–286) und die Glaubensweitergabe (Nr. 286–290) ein. Strafen für unsoziales, aggressives Verhalten seien geeignet, so der Papst, Kinder und Heranwachsende dafür zu sensibilisieren, „dass die schlechten Taten Folgen haben“ (Nr. 268).
Die Sexualerziehung sieht Papst Franziskus „im Rahmen einer Erziehung zur Liebe, zum gegenseitigen Sich-Schenken“ (Nr. 280). Sie solle ein Schamgefühl fördern als eine „natürliche Verteidigung des Menschen, der seine Innerlichkeit schützt und vermeidet, zu einem bloßen Objekt zu werden“ (Nr. 282), und zur „Wertschätzung des eigenen Körpers in seiner Weiblichkeit oder Männlichkeit“ beitragen, „um in der Begegnung mit dem anderen Geschlecht sich selbst zu erkennen“ (Nr. 285).
Gelungene religiöse Erziehung mache die Familie zu einem „Subjekt pastoralen Handelns“ mit missionarischer Wirkung: „Wenn der Glaube den Kindern so vermittelt wird, dass sie ihn leichter ausdrücken und in ihm wachsen können, trägt das dazu bei, dass die Familie verkündend wird, und ganz von selbst beginnt sie, den Glauben an alle weiterzugeben, die mit ihr in Berührung kommen, auch außerhalb des eigenen Familienkreises.“ (Nr. 289 f.)

### Achtes Kapitel: Die Zerbrechlichkeit begleiten, unterscheiden und eingliedern (291–312)
Dem Papst geht es darum, „zur Barmherzigkeit und zur pastoralen Unterscheidung einzuladen angesichts von Situationen, die nicht gänzlich dem entsprechen, was der Herr uns aufträgt“ (Nr. 6). Zwar sei die Kirche der Überzeugung, dass „jeder Bruch des Ehebandes Gottes Willen zuwiderläuft“, sie müsse aber alle, „die unter verletzter und verlorener Liebe leiden, aufmerksam und fürsorglich begleiten und ihnen Vertrauen und Hoffnung geben“ (Nr. 291). Bei der Beurteilung von reinen Zivilehen erinnert Papst Franziskus an das von Papst Johannes Paul II. angeführte „Gesetz der Gradualität“, nach dem damit zu rechnen sei, dass Menschen nur stufenweise den „objektiven Anforderungen des Gesetzes“ gerecht würden (Nr. 295). Eine Entscheidung für eine Zivilehe habe oft ihren Grund in kulturellen oder faktischen Gegebenheiten; solche Verbindungen könnten offenkundige Stabilität besitzen und geprägt sein von Zuneigung und Verantwortung gegenüber den Kindern. Diese Elemente zu erkennen und ernstzunehmen könne durch pastorale Begleitung „zu einer größeren Offenheit gegenüber dem Evangelium der Ehe in seiner Fülle“ führen (Nr. 293).
Papst Franziskus mahnt, Urteile zu vermeiden, welche die Komplexität der verschiedenen Situationen von Menschen in „irregulären“ Partnerschaften nicht berücksichtigten. Aufgabe der Priester sei es, „die betroffenen Menschen entsprechend der Lehre der Kirche und den Richtlinien des Bischofs auf dem Weg der Unterscheidung zu begleiten“ (Nr. 296, 300). Es sei zu prüfen, „welche Formen des Ausschlusses liturgischen, pastoralen, erzieherischen und institutionellen Bereich überwunden werden könnten“, damit sich die geschiedenen und zivil wiederverheiratete Katholiken sich nicht nur als nicht exkommuniziert empfänden, sondern „als lebendige Glieder der Kirche leben und reifen“ könnten. (Nr. 299). Der Papst betont die kirchliche Lehre von der Bedeutung der Gewissens des Einzelnen. Er verweist auf eine „solide Reflexion über die mildernden Bedingungen und Umstände“ in der Theologie, so dass es nicht mehr möglich sei, „zu behaupten, dass alle, die in irgendeiner sogenannten ‚irregulären‘ Situation leben, sich in einem Zustand der Todsünde befinden und die heiligmachende Gnade verloren haben“ (Nr. 301). Es sei kleinlich, „nur bei der Erwägung stehen zu bleiben, ob das Handeln einer Person einem Gesetz oder einer allgemeinen Norm entspricht oder nicht, denn das reicht nicht aus, um eine völlige Treue gegenüber Gott im konkreten Leben eines Menschen zu erkennen und sicherzustellen“ (Nr. 304); auch in einer objektiven Situation der Sünde – die nicht subjektiv schuldhaft ist oder es zumindest nicht völlig sei – könne jemand in der Gnade Gottes leben und wachsen; dabei solle die „Hilfe der Kirche“ angeboten werden (Nr. 305). In der diesbezüglichen Fußnote 351 merkt das Dokument an: „In gewissen Fällen könnte es auch die Hilfe der Sakramente sein.“ Denn die Eucharistie sei „nicht eine Belohnung für die Vollkommenen, sondern ein großzügiges Heilmittel und eine Nahrung für die Schwachen“. Eine Zulassung wiederverheirateter Geschiedener zur Kommunion wird hier weder explizit befürwortet noch ausgeschlossen. Der Papst weist darauf hin, dass die Kirche in keiner Weise darauf verzichten dürfe, „das vollkommene Ideal der Ehe, den Plan Gottes in seiner ganzen Größe vorzulegen“ (Nr. 307). Gläubige, die in komplexen Situationen leben, lädt er zum vertrauensvollen Gespräch ein, und Seelsorger ermutigt er dazu, „liebevoll und gelassen zuzuhören, mit dem aufrichtigen Wunsch, mitten in das Drama der Menschen einzutreten und ihren Gesichtspunkt zu verstehen, um ihnen zu helfen, besser zu leben und ihren eigenen Ort in der Kirche zu erkennen“ (Nr. 312).

### Neuntes Kapitel: Spiritualität in Ehe und Familie (313–325)
Die Gemeinschaft in der Familie wird als „echter Weg der Heiligung im gewöhnlichen Leben wie auch des mystischen Wachstums, ein Mittel zur innigen Vereinigung mit Gott“ dargelegt (Nr. 316). Franziskus verweist auf das Ostergeheimnis: „In den bitteren Tagen der Familie gibt es eine Vereinigung mit dem verlassenen Jesus, die einen Bruch verhindern“ könne. Andererseits würden die Momente der Freude, der Erholung oder des Festes und auch die Sexualität „als eine Teilhabe an der Fülle des Lebens in seiner Auferstehung erlebt“ (Nr. 317). Aspekte der Spiritualität in Ehe und Familie sind das Gebet (Nr. 318), eine „Spiritualität der ausschließlichen, aber nicht besitzergreifenden Liebe, der Fürsorge, des Trostes und des Ansporns“ (Nr. 319–324).

## Bezüge und Zitate
In seinen Äußerungen nimmt der Papst sehr oft direkt oder indirekt Bezug auf die Ausführungen der III. außerordentlichen Generalversammlung der Bischofssynode, die Relatio synodi vom 18. Oktober 2014. Die Relatio finalis der folgenden XIV. ordentlichen Generalversammlung der Bischofssynode vom 24. Oktober 2015 werden 87-mal zitiert. Bei 391 Fußnoten stellen also die Belege aus den vergangenen Bischofssynoden mehr als ein Drittel dar. Hinzu kommen knapp 10 Zitate aus Ansprachen etc., die in Zusammenhang mit den beiden aktuellen Bischofssynoden stehen.

### Biblische und theologische Quellen
Der Papst bezieht sich im ersten Kapitel auf zahlreiche Bibelstellen. Außer den schon genannten Zitaten der vorausgegangenen beiden Bischofssynoden zitiert er auch sich selbst, überwiegend aus Ansprachen und Generalaudienzen (ca. 80×), Dokumente des Zweiten Vatikanischen Konzils (23×) und seine beiden Vorgänger Johannes Paul II. (57×) und Benedikt XVI. (8×). Außerdem zitiert er insgesamt 10 Bischofskonferenzen, z. B. die chilenische (s. u.), dann den Codex Iuris Canonici bzw. den Codex Canonum Ecclesiarum Orientalium (8×) und den Katechismus der Katholischen Kirche (13×). Die restlichen 60 Zitate stammen überwiegend von Theologen, z. B. dem Dominikaner Antonin-Gilbert Sertillanges,. Wesentlich bezieht sich der Papst auch auf die Summa theologica und andere Werke des hl. Thomas von Aquin und auf Schriften des Gründers des Jesuitenordens, des hl. Ignatius von Loyola.

### Chilenische Bischofskonferenz
Wo er sich gegen irreale und überidealisierte Fantasievorstellungen über Ehen wendet, zitiert Papst Franziskus die chilenische Bischofskonferenz:

„Die vollkommenen Familien, die uns die trügerische und konsumorientierte Propaganda vor Augen führt, gibt es nicht. In ihnen verstreichen die Jahre nicht, gibt es weder Krankheit und Schmerz, noch den Tod […] Die Konsumpropaganda zeigt ein Traumbild, das nichts mit der Wirklichkeit zu tun hat, mit der sich die Familienoberhäupter Tag für Tag auseinandersetzen müssen.“

### Martin Luther King
In Nr. 118 führt Papst Franziskus lobend und ausführlich zur Erläuterung des Satzes, dass die Liebe allem standhalte, Martin Luther King an:

„Das erinnert mich an einige Worte von Martin Luther King, als er sich sogar unter den schlimmsten Verfolgungen und Demütigungen erneut für die Bruderliebe entschied: ‚Der Mensch, der dich am meisten hasst, hat etwas Gutes an sich; sogar die Nation, die dich am meisten hasst, hat etwas Gutes an sich; sogar die Rasse, die dich am meisten hasst, hat etwas Gutes an sich. Und wenn es dir gelingt, das Gesicht eines jeden Menschen zu betrachten und tief in seinem Innern das zu sehen, was die Religion das „Abbild Gottes“ nennt, dann beginnst du, ihn trotzdem zu lieben. Es kommt nicht darauf an, was er tut, du siehst da das Abbild Gottes. Es gibt ein Element der Güte, das er niemals über Bord werfen kann […] Eine andere Weise, in der du deinen Feind liebst, ist diese: Wenn sich die Gelegenheit bietet, deinen Feind zu besiegen, ist genau dies der Moment, in dem du das nicht tun darfst […] Wenn du dich auf die Ebene der Liebe, ihrer großen Schönheit und Macht, erhebst, trachtest du nur danach, bösartige Systeme zu besiegen. Die Menschen, die in diesem System gefangen sind, die liebst du, versuchst aber, das System zu besiegen […] Hass gegen Hass steigert nur die Existenz des Hasses und des Bösen im Universum. Wenn ich dich schlage und du mich schlägst und ich dir den Schlag zurückgebe und du mir den Schlag zurückgibst und so weiter, dann ist klar, das geht ewig so weiter. Es endet einfach niemals. Irgendwo muss irgendjemand ein bisschen Verstand haben, und das ist der starke Mensch. Der starke Mensch ist derjenige, welcher die Kette des Hasses, die Kette des Bösen durchschneiden kann […] Irgendjemand muss genügend Religion und genügend Moral haben, um sie durchzuschneiden und in das besondere Gefüge des Universums dieses starke und machtvolle Element der Liebe injizieren.“

### Schriftsteller und Philosophen
Über diese theologischen Quellen hinaus zitiert er auch Schriftsteller, so Jorge Luis Borges und Octavio Paz, den französischen Existenzphilosophen Gabriel Marcel, den deutschen Philosophen Josef Pieper, den Psychoanalytiker und Philosophen Erich Fromm und ein Gedicht von Mario Benedetti.

### Ein Filmzitat: Babettes Fest
In Nr. 129 bezieht sich der Papst auch auf eine Filmszene aus Babettes Fest von Gabriel Axel nach einer Novelle von Karen Blixen:

„Die Freude dieser beschaulichen Liebe muss gepflegt werden. Da wir erschaffen sind, um zu lieben, wissen wir, dass es keine größere Freude gibt als die über ein geteiltes Gut: ‚Versag dir nicht das Glück des Tages […] Beschenk den Bruder und gönne auch dir etwas‘ (Sir 14,14a.16a ). Die intensivsten Freuden des Lebens kommen auf, wenn man die anderen beglücken kann, in einer Vorausnahme des Himmels. Man erinnere sich an die geglückte Szene in dem Film ‚Babettes Fest‘, wo die großherzige Köchin eine dankerfüllte Umarmung und ein Lob empfängt: ‚Wie wirst du die Engel ergötzen!‘ Süß und belebend ist die Freude, anderen Vergnügen zu bereiten und zu sehen, wie sie genießen.“

## Stellungnahmen
In ihrer Würdigung des Schreibens bringen die drei deutschen Teilnehmer der Bischofssynode, Reinhard Kardinal Marx, Erzbischof Heiner Koch und Bischof Franz-Josef Bode, folgende Sicht zum Ausdruck: 

„Wir sind Papst Franziskus für das Nachsynodale Schreiben „Amoris Laetitia“ überaus dankbar. Es weist einen Weg der Kirche, an dem wir auch als Bischofskonferenz arbeiten werden. Wir werden uns in den kommenden Monaten bemühen, die Anregungen und Impulse umzusetzen und für die pastorale Arbeit in Deutschland anzuwenden. Das Schreiben des Papstes ist eine Ermutigung zum Leben und zur Liebe! Wir bitten besonders die Priester, im Geist dieses Textes auf die Menschen zuzugehen, auf die, die sich auf dem Weg zur Ehe befinden, auf die Eheleute, aber auch auf die, deren eheliche Beziehungen missglückt sind und die sich oft von der Kirche alleingelassen vorkommen. Der Tenor dieses Schreibens ist: Niemand darf ausgeschlossen werden von der Barmherzigkeit Gottes.“

Der Philosoph Josef Seifert bittet Papst Franziskus, Sätze in dem Schreiben, „die fast jeder Leser von AL in irrigem Sinn, der der Heiligen Schrift und der Lehre der Kirche widerspricht, verstehen muß, richtigzustellen und verheerende Interpretationen der Aussagen von AL entschieden zurückzuweisen“, weil er der Auffassung ist, das Schreiben enthalte Irrtümer und „verworrene Aussagen“.
Die Kardinäle Walter Brandmüller, Joachim Meisner, Raymond Leo Burke und Carlo Caffarra schrieben im September 2016 dem Papst und baten ihn, fünf „Dubia“ auszuräumen. Nach der Veröffentlichung des Schreibens habe es unter den Gläubigen „ernsthafte Orientierungslosigkeit und große Verwirrung“ im Hinblick auf das Leben der Kirche gegeben.
Der Ständige Rat der Deutschen Bischofskonferenz verabschiedete am 23. Januar 2017 als „Wort der deutschen Bischöfe“ eine „Einladung zu einer erneuerten Ehe- und Familienpastoral im Licht von Amoris laetitia“. Darin werden die Bedeutung von Ehevorbereitung und Ehebegleitung sowie die Stärkung der Familie als Lernort des Glaubens betont. Der seelsorgerliche Umgang mit Menschen nach dem Zerbrechen ihrer Ehe wird gemäß der „zentralen Leitbegriffe“ des päpstlichen Schreibens – „Begleiten – unterscheiden – eingliedern“ – beschrieben: „In Lebenssituationen, die oft genug als aufreibend und belastend erlebt werden, sollen die Betroffenen erfahren können, dass ihre Kirche sie nicht fallen lässt.“ Die Bischöfe halten daran fest, dass die Unauflöslichkeit der Ehe zum „unverzichtbaren Glaubensgut der Kirche“ gehöre, und betonen, dass es in Amoris laetitia keinen „Automatismus in Richtung einer generellen Zulassung aller zivilrechtlich wiederverheiratet Geschiedenen zu den Sakramenten“ gebe. Jedoch seien „differenzierte Lösungen“ in einer vom Seelsorger begleiteten Entscheidungsfindung gefragt, die eine Herausforderung für das Gewissen aller Beteiligten bedeuteten und „dem Einzelfall gerecht werden und dann zum Tragen kommen, wenn die Ehe nicht annulliert werden kann“; dann eröffne Amoris laetitia für wiederverheiratete Geschiedene die Möglichkeit, die Sakramente der Versöhnung und der Eucharistie zu empfangen.

## Textausgaben
- Papst Franziskus: Amoris Laetitia – Freude der Liebe. Mit einer Hinführung von Christoph Kardinal Schönborn. Verlag Herder, Freiburg 2016, ISBN 978-3-451-31137-6.